# Wolfgang Kaes
Wolfgang Kaes (* 1958 in Mayen, Rheinland-Pfalz) ist ein deutscher Journalist und Schriftsteller.

## Leben
Wolfgang Kaes war nach seinem Studium der Politikwissenschaft, Kulturanthropologie und Pädagogik an der Universität Bonn zunächst freiberuflich als Polizeireporter für den Kölner Stadt-Anzeiger tätig. Er schrieb Reportagen auch für den Stern, das Deutsche Allgemeine Sonntagsblatt, Die Zeit, das Zeit-Magazin und andere Publikationen. Kaes war viele Jahre Chefreporter des Bonner General-Anzeigers, bevor er 2020 entschied, sich künftig ganz dem Bücherschreiben zu widmen.

## Schriftstellerische Arbeit
Sein erster Kriminalroman Todfreunde, der sich mit Kindesmissbrauch und dem HIV-Bluter-Skandal beschäftigt, erschien 2004 im Rowohlt Verlag. Sein 2005 ebenfalls bei Rowohlt erschienener Thriller Die Kette hat die politischen Folgen des 11. September 2001 zum Thema, sein dritter Roman Herbstjagd beschäftigt sich mit dem Thema Stalking und der Vereinsamung moderner Großstadtmenschen. 2008 erschien bei Rowohlt sein Roman Das Feuermal, dann wechselte Kaes den Verlag. 2010 veröffentlichte C. Bertelsmann seinen Roman Bitter Lemon. Dies ist ein politischer Thriller, der den weltweiten Sklavenhandel zum Hauptthema hat. Nach Das Gesetz der Gier wechselte der Autor zurück zu Rowohlt, wo er drei weitere Romane veröffentlichte, zuletzt Das Lemming-Projekt (2021). Der Roman beschäftigt sich mit dem Missbrauch sozialer Medien für fragwürdige politische Zwecke.

## Journalistische Arbeit
Bundesweite Bekanntheit erlangte Kaes 2012, als er durch akribische Recherchen maßgeblich zur Aufklärung des Mordes an einer Arzthelferin aus Rheinbach beitrug. Die Frau war 16 Jahre zuvor spurlos verschwunden. Das Landgericht Bonn verurteilte den Täter im Dezember 2012 wegen Totschlags zu elf Jahren Haft. Kaes verarbeitete seine journalistischen Recherchen später im Roman Spur 24.
Gravierende Mängel polizeilicher Einsatz- und Ermittlungsarbeit deckte er auch in mehreren anderen Fällen auf.
Seit Ende der 1980er Jahre recherchierte Wolfgang Kaes zu Paul Schäfer und dessen Colonia Dignidad. Seine Beiträge zur Verstrickung deutscher Regierungskreise erschienen auch in der Zeit.

## Auszeichnungen
2012 erhielt Kaes für seine Recherchen im Fall der Vermissten Trudel Ulmen den Leuchtturm-Preis und 2013 den Henri-Nannen-Preis für die „beste investigative Leistung“. Zudem bekam er für seine Aufdeckung der fragwürdigen Steuerpraktiken der Köln-Düsseldorfer Rheinschifffahrt (KD) den Journalistenpreis 2012 des Bundes der Steuerzahler NRW. Von der Fachzeitschrift Medium-Magazin wurde Kaes zum „Journalist des Jahres 2012“ gekürt.

## Werke
- Todfreunde. Rowohlt, Reinbek 2004, ISBN 3-499-23515-3.
- Die Kette. Rowohlt, Reinbek 2005, ISBN 3-499-23873-X.
- Herbstjagd. Rowohlt, Reinbek 2006, ISBN 3-499-24183-8.
- Das Feuermal. Rowohlt, Reinbek 2008, ISBN 978-3-499-24615-9.
- Bitter Lemon. Bertelsmann, München 2010, ISBN 978-3-570-01120-1.
- Das Gesetz der Gier. Bertelsmann, München 2012, ISBN 978-3-570-01122-5.
- Spur 24. Rowohlt, Reinbek 2014, ISBN 978-3-499-24749-1.
- Endstation. Rowohlt, Hamburg 2019, ISBN 978-3-499-27565-4.
- Das Lemming-Projekt. Rowohlt, Hamburg 2021, ISBN 978-3-499-00610-4.[10]
- Für eine bessere Welt. Greven, Köln 2021; ISBN 978-3-7743-0942-5: